# Pestiš
Pestiš (izvirno srbsko Пестиш) je naselje v Srbiji, ki upravno spada pod Občino Prokuplje; slednja pa je del Topliškega upravnega okraja.

## Demografija
V naselju živi 21 polnoletnih prebivalcev, pri čemer je njihova povprečna starost 68,5 let (65,0 pri moških in 72,8 pri ženskah). Naselje ima 12 gospodinjstev, pri čemer je povprečno število članov na gospodinjstvo 1,83.
To naselje je popolnoma srbsko (glede na rezultate popisa iz leta 2002).
|  |

| Demografija | Demografija     | Demografija     |
| Leto        | Št. prebivalcev | Št. prebivalcev |
| ----------- | --------------- | --------------- |
|             |                 |                 |
|             |                 |                 |
|             |                 |                 |
|             |                 |                 |
| 1948        | 267             |                 |
| 1953        | 288             |                 |
| 1961        | 261             |                 |
| 1971        | 187             |                 |
| 1981        | 123             |                 |
| 1991        | 78              | 57              |
| 2002        | 22              | 22              |
|             |                 |                 |

| Etnična sestava po popisu iz leta 2002 | Etnična sestava po popisu iz leta 2002 | Etnična sestava po popisu iz leta 2002 | Etnična sestava po popisu iz leta 2002 | Etnična sestava po popisu iz leta 2002 |
| -------------------------------------- | -------------------------------------- | -------------------------------------- | -------------------------------------- | -------------------------------------- |
| Srbi                                   | Srbi                                   |                                        | 22                                     | 100,0%                                 |
| Neznano                                | Neznano                                |                                        | 0                                      | 0,0%                                   |